# Доменция
Вижте пояснителната страница за други личности с името Доменция.
Доменция (Domentzia; гръцки: Δομεντζία) е майка на византийския император Фока (602–610).
Доменция e трако-римлянка.
Нейният съпруг е неизвестен. Тя е майка на трима сина: Фока, Коментиол и Доменциол.
Баба е на генерал Доменциол и на Доменция, дъщеря на Фока и Леонтия, която се омъжва 607 г. за генерал Приск.